# Дорожно-патрульная служба
Доро́жно-патру́льная слу́жба или Дорожно-постовая служба (ДПС) — структурное подразделение Госавтоинспекции МВД России, а также министерств внутренних дел стран СНГ. В Российской Федерации входит в состав полиции. Появилось в 1936 году. Не стоит путать с ГАИ РФ.
Задачи:
- сохранение здоровья и имущества участников дорожного движения, защита их законных прав и интересов, а также интересов общества и государства;
- обеспечение безопасного и бесперебойного движения транспортных средств;
- предупреждение и пресечение преступлений и административных правонарушений в области дорожного движения.
- выполнение других обязанностей, возложенных на подразделения полиции.

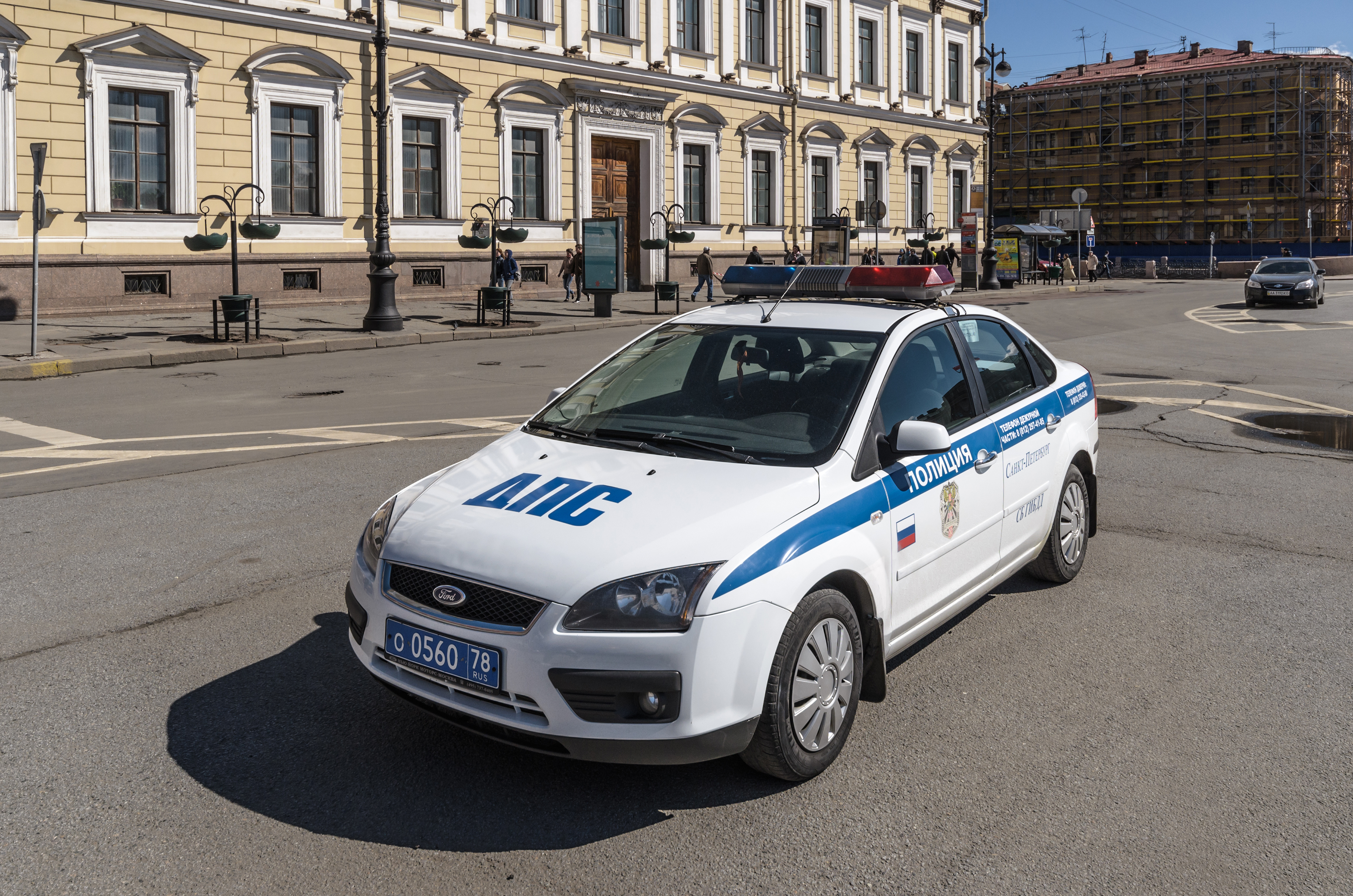
Автомобиль ДПС на Исаакиевской площади в Санкт-Петербурге
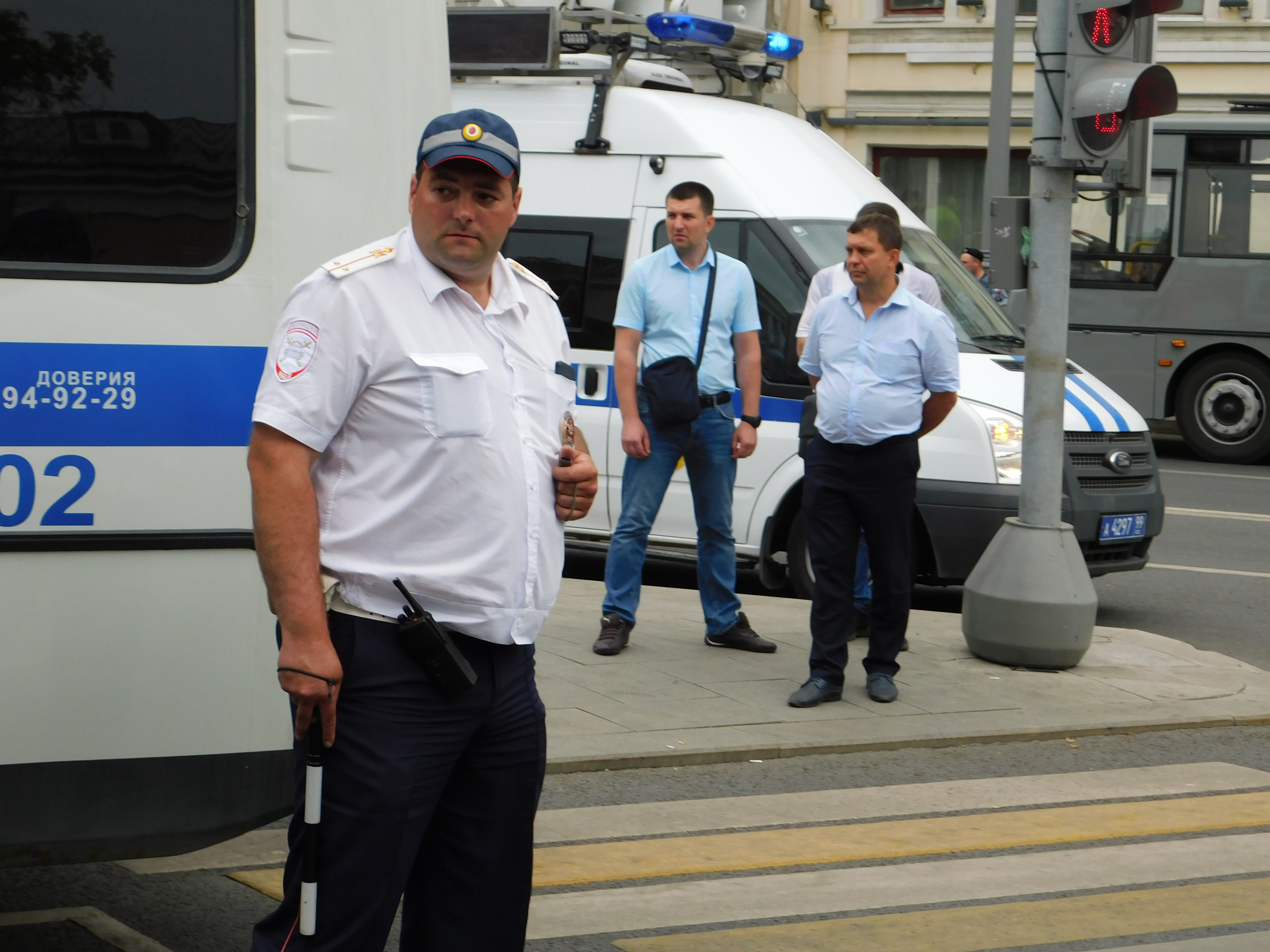
Сотрудник Дорожно-патрульной службы в Москве